# Fonte di San Maurizio
La fonte di San Maurizio, nota anche come fonte di Samoreci, è una fontana pubblica situata a Siena presso l'arco di San Maurizio, tra via San Girolamo e l'inizio di via di Pantaneto.

## Storia
Nel XIII secolo la zona si presentava ai limiti del centro urbano di Siena e non disponeva di fontane pubbliche, rendendo difficile l'approvvigionamento idrico. Il Comune di Siena pertanto concedeva autorizzazione ai cittadini privati per l'escavazione di pozzi. La menzione di una prima cisterna presso l'antica porta di San Maurizio è del 1293, realizzata da un fabbro di nome Tura di Maffeo, che ricevette un premio da parte del Comune per la qualità dell'opera. Alla cisterna lavorarono anche Donato, mastro operaio, e Gherio di Mino Compagni, che realizzò l'abbeveratoio.
Nel 1363 il Comune incaricò l'operaio Giovanni Bracci di dare nuova sistemazione alla fonte.
Nel giugno 1461 la Repubblica di Siena fece incanalare da Fonte Gaia, in piazza del Campo, un trabocco verso la fonte di San Maurizio, al fine di aumentarne la portata. Nel 1474 la fonte venne ristrutturata al fine di correggerne la pendenza, secondo una schema tripartito: in basso il lavatoio, al centro gli abbeveratoi, in alto la vasca principale.
Un'ulteriore opera di restauro avvenne nel 1588 per volere di Ferdinando I de' Medici, come attestato dalla lapide qui collocata.
Nel corso del XVIII secolo, la fonte subì alcune menomazioni: il lavatoio fu smantellato nel maggio 1751, in quanto «rendeva fetore alle case circonvicine», mentre gli abbeveratoi furono demoliti il 2 giugno 1783 «si crede per ordine di sua altezza reale».

## Descrizione
La fontana conserva della struttura quattrocentesca soltanto la vasca principale, anche se è possibile vedere nel muro le tracce del lavatoio e degli abbeveratoi. Al centro si trova il cippo idraulico in mattoni, sormontato dallo stemma mediceo e da una lapide che commemora il restauro del 1588:
| FERDINANDO · MEDICE · MAGNO · DVCE · AETRURIAE TERTIO · DOMINANTE · ANNO · SAL · M · DLXXXVIII · |

Traduzione: «Sotto il dominio di Ferdinando de’ Medici, terzo regnante granduca di Toscana, nell’anno della salvezza 1588».
In precedenza, al centro della vasca era collocato un putto su di un delfino scolpito da Dionisio Mazzuoli.